# J. James Exon
John James « Jim » Exon, né le 9 août 1921 et mort le 10 juin 2005, est un homme politique démocrate américain. Il est le 33e gouverneur du Nebraska entre 1971 et 1979.

## Biographie
Né en Dakota du Sud, il fit ses études à l'Université du Nebraska, puis entra dans l'armée durant la guerre. Il entra ensuite dans la finance et créa sa société. Il s'intéressa sérieusement à la politique dans les années 1960 et s'inscrit au Parti démocrate. Il fut proclamé procureur de son état en 1971 et fut réélu. En 1979, il devint sénateur.